# رخ (ولایت)
رُخ، یکی از ولایت‌ها (شهرستان‌ها) ی دوازده‌گانه ربع نیشابور قدیم خراسان، و یکی از نام‌های قدیمی تربت حیدریه امروزی که مرکز این ولایت شهر بیشک بوده است. از ولایت رُخ، بزرگان و دانشمندان نامداری برخاسته‌اند. ولایت رخ را در جغرافیای معاصر بر بخش جلگه‌رخ شهرستان تربت حیدریه و حدی از نواحی پیرامونی آن در استان خراسان رضوی ایران، مطابقت داده‌اند.

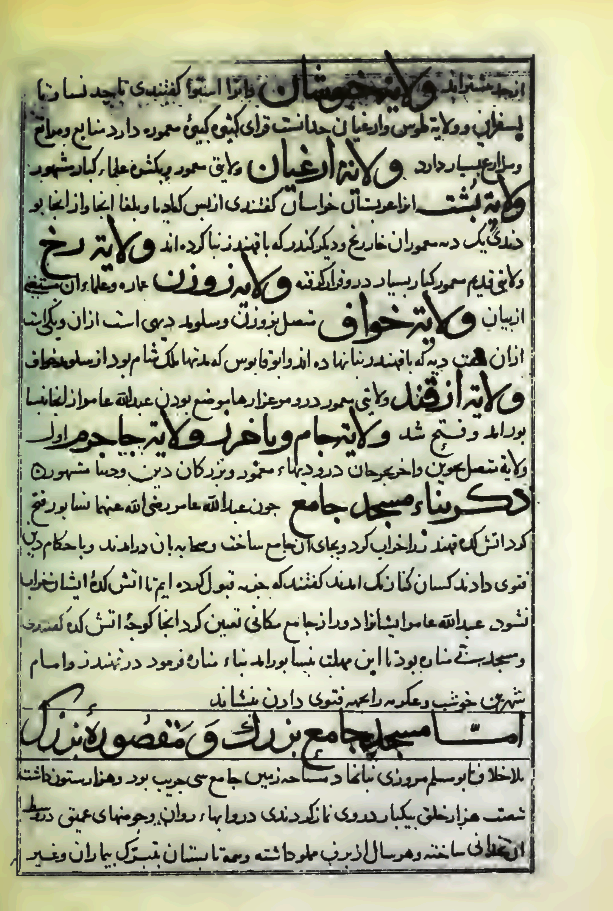
ولایت رُخ، در میان ولایت‌های ربع نیشابور در صفحه‌ای از نسخه خطی ترجمه کتاب تاریخ نیشابور الحاکم.

## نام‌شناخت
رُخ؛ از ولایت‌های ربع نیشابور؛ یاقوت حموی، رخ را یکی از ربع‌ها (بخش‌ها) ی نیشابور، یاد می‌کند و در علت نامگذاری این ناحیه، از ابوالحسن بیهقی نقل می‌کند که چون خاکِ این ناحیه، سخت است و سُرخ، آن را رُخ خوانده‌اند.

## ولایت رخ
رُخ؛ یکی از ولایت‌های دوازده‌گانه ربع نیشابور خراسان؛ یاقوت حموی، رخ را یکی از ربع‌ها (بخش‌ها) ی نیشابور، یاد کرده و کوره رخ را دارای صد و شش قریه، و قصبه (شهر مرکز) آن «بیشک» نام داشته است. رخ، در لباب‌الانساب، پشته‌ای از پشته‌های نیشابور یاد شده است. ولایت رخ، در تاریخ الحاکم، در میان ولایت‌های دوازده‌گانه نیشابور، ذکر شده است. چنان‌که در معجم‌البلدان آمده، «بیشک» قصبه ناحیه رخ بوده است و بازاری داشته. همچنین مزار نضر بن محمد بیشکی در این شهر، زیارتگاه بوده است. ولایت رخ را در جغرافیای معاصر بر بخش جلگه‌رخ شهرستان تربت حیدریه و حدی از نواحی پیرامونی آن در استان خراسان رضوی ایران، مطابقت داده‌اند.

## تاریخ
ابوعبدالله حاکم (قرن ۴هـ. ق)، رُخ را ولایتی کهن، توصیف نموده است. ولایت رخ در تاریخ، سابقه‌ای کهن دارد. آثار مکشوفه مربوط به هزارهٔ دوم پیش از میلاد و پیش از اسلام و بعد از آن، حکایت از این مدعا دارد. ولایت رخ، در سال ۳۰ هجری قمری، توسط عبدالله عامر کریز فتح شد. او مدتی با جمله سپاهیانش در «بیشک» مرکز و قصبهٔ آن مقیم بودند و در سال ۵۵ هجری، سعید پسر عثمان بن عفان که از از راه اصفهان به خراسان آمد، از سوی بُشت (کاشمر کنونی) به ولایت رخ، وارد گردید اما در قصبه بیشک بیمار شد. در آن‌جا ازدواج کرد که ثمرهٔ آن، پسر و دختری به نام‌های محم و عین‌النساء بود. عین‌النساء با یکی از علمای بیشک ازدواج نمود که پسری به نام نصر به وجود آمد که سرسلسله خاندان محمی گردید. این خاندان، تا اوایل قرن ششم، در نیشابور و رخ، از اشراف و عالمان حدیث و مزکیان محسوب می‌شدند. این ولایت، تا اوایل دورهٔ قاجاریه، جزو نیشابور بود تا اینکه اسحاق خان قرایی، آن را ضمیمهٔ قلمرو خود -تربت حیدریه- کرد. جلگه رخ، هنوز هم به همین نام باقی است و کدکن، مرکز آن است. یا اینکه در عصر حافظ ابرو، ظاهراً بلوک برس و کدکن، خود در عرض رخ قرار داشته است.

## مشاهیر
ولایت رخ، از قدیم به بزرگانی که از آن برخاسته‌اند شناخته شده بوده است. ابوعبدالله حاکم دربارهٔ رخ نوشته است: «ولایتی است قدیم، معمور (آباد)، کبار (بزرگان) بسیار در او قرار گرفته‌اند.» و از عالمان این دیار از ابومحمد نیشابوری بیشکی (نضر بن محمد بن نضر بن سلمة بن جارود) یاد می‌کند. همچنین نام چند تن دیگر همچون ابوموسی رُخی نیشابوری (هارون بن عبدالصمد بن عبدوس بن حسان نیشابوری)، عبدالله بن محمد بن عصام رخی (ابوالقاسم حیری نیشابوری) و ابوالحسن بیشکی (علی بن عبدالله بن محمد بن جعفر) در کتاب حاکم آمده‌اند که منسوب به رخ و بیشک (مرکز آن) می‌باشند. در معجم‌البدان نیز، به ابوموسی رخی نیشابوری (متوفی ۲۸۵هـ. ق) و ابومنصور عبدالرحمن بن محمد بیشکی اشاره شده است.

## پانوشت‌ها
1. 1 2  ابوعبدالله محمد بن احمد مقدسی (۱۳۶۱)، احسن التقاسیم فی معرفة الاقالیم، ترجمهٔ علینقی منزوی، تهران: شرکت مؤلفان و مترجمان ایران، ص. ج۲، ص۴۳۶
2. ↑  شهاب‌الدین ابی عبدالله یاقوت حموی (۱۹۷۷)، معجم‌البلدان، بیروت: دارصادر، ص. ج۳، ص۳۸
3. ↑  شهاب‌الدین ابی عبدالله یاقوت حموی (۱۹۷۷)، احسن التقاسیم فی معرفة الاقالیم، بیروت: دارصادر، ص. ج۳، ص۳۸
4. ↑  علی‌اکبر دهخدا (۱۳۷۷)، لغت‌نامه، تهران: انتشارات دانشگاه تهران، ص. ج۸، ص۱۱۹۶۳
5. 1 2  ابوعبدالله حاکم نیشابوری (۱۳۷۵)، تاریخ نیشابور، ترجمهٔ محمد بن حسین خلیفه نیشابوری، با مقدمه و تصحیح و تعلیقات محمدرضا شفیعی کدکنی، تهران: آگه، ص. ص ۲۱۶
6. ↑  ابوعبدالله حاکم نیشابوری (۱۳۷۵)، تاریخ نیشابور، ترجمهٔ محمد بن حسین خلیفه نیشابوری، با مقدمه و تصحیح و تعلیقات محمدرضا شفیعی کدکنی، تهران: آگه، ص. ص ۲۵۲
7. ↑  «جلگه‌رخ». دانشنامه جهان اسلام. دریافت‌شده در ۲۴ مرداد ۱۳۹۵.
8. ↑  رجبعلی لباف خانیکی (سال دوم، بهار و تابستان78)، «مروری بر مطالعات باستان‌شناسی در خراسان»، خراسان پژوهی، ش. شماره اول، ص. ص۴۵ تاریخ وارد شده در |تاریخ= را بررسی کنید (کمک)
9. ↑  رضا نقدی (سال اول، بهار و تابستان77)، «آرامجای، مسجد و الواح قبور خواجگان متصوفه خلوی کبروی در کدکن»، خراسان پژوهی، ش. شماره اول، ص. ص۴۵ تاریخ وارد شده در |تاریخ= را بررسی کنید (کمک)
10. ↑  عبدالکریم سمعانی (۱۳۸۶)، الانساب، حیدرآباد دکن: مکتبه الحرم المکی، ص. جزو سادس، ص۱۰۱
11. ↑  ابوعبدالله حاکم نیشابوری (۱۳۷۵)، تاریخ نیشابور، ترجمهٔ محمد بن حسین خلیفه نیشابوری، با مقدمه و تصحیح و تعلیقات محمدرضا شفیعی کدکنی، تهران: آگه، ص. ص ۲۴۰
12. ↑  عباس فروغیان (۱۳۴۲)، جغرافیای شهرستان تربت حیدریه (پاین‌نامه)، مشهد: دانشکده ادبیات و علوم انسانی مشهد، ص. ص۱۳
13. ↑  عبدالله بن لطف‌الله المدعو بحافظ ابرو (۱۹۸۲)، تاریخ حافظ ابرو، فیسبادن، ص. ج۲، ص۵۹
14. ↑  ابوعبدالله حاکم نیشابوری (۱۳۷۵)، تاریخ نیشابور، ترجمهٔ محمد بن حسین خلیفه نیشابوری، با مقدمه و تصحیح و تعلیقات محمدرضا شفیعی کدکنی، تهران: آگه، ص. ص ۲۱۶، ۱۰۴،۱۳۰، ۱۶۵، ۱۹۳
15. ↑  شهاب‌الدین ابی عبدالله یاقوت حموی (۱۹۷۷)، معجم‌البلدان، بیروت: دارصادر، ص. ج۳، ص۳۸؛ ج۱، ص۵۲۸

## فهرست منابع
- «آرامجای، مسجد و الواح قبور خواجگان متصوفه خلوی کبروی در کدکن»، رضا نقدی، خراسان پژوهی، سال دوم، شماره اول، بهار و تابستان ۷۸، ص ۴۵.
- «احسن‌التقاسیم فی معرفةالاقالیم»، تألیف ابوعبدالله محمد بن احمد مقدسی، ترجمه علینقی منزوی، تهران: شرکت مؤلفان و مترجمان ایران، ۱۳۶۱.
- «الانساب»، عبدالکریم سمعانی، مکتبه الحرم المکی، حیدرآباد دکن، ۱۳۸۶، ص ۱۰۱.
- «تاریخ حافظ ابرو»، تألیف عبدالله بن لطف‌الله المدعو بحافظ ابرو، تصحیح و مقدمه دوروتیا کرافولسکی، فیسبادن: ۱۹۸۲.
- «تاریخ نیشابور»، ابوعبدالله حاکم نیشابوری، ترجمه محمد بن حسین خلیفه نیشابوری، با مقدمه و تصحیح و تعلیقات محمدرضا شفیعی کدکنی، تهران: آگه، ۱۳۷۵.
- «جغرافیای شهرستان تربت حیدریه» (پایان‌نامه)، عباس فروغیان، دانشکده ادبیات و علوم انسانی مشهد، سال ۴۱–۴۲، ص۱۳.
- «معجم‌البلدان»، شهاب‌الدین ابی‌عبدالله یاقوت بن عبدالله الحموی الرومی البغدادی، بیروت: دار صادر، ۱۹۷۷م.
- «لغت‌نامه»، علی‌اکبر دهخدا، انتشارات دانشگاه تهران، ۱۳۷۷.
- «مروری بر مطالعات باستان‌شناسی در خراسان»، رجبعلی لباف خانیکی، خراسان پژوهی، سال اول، شماره اول، بهار و تابستان ۱۳۷۷، ص ۴۵.
- «ولایت رخ و خاندان اشرافی محمی»، رضا نقدی، مجله: فقه و تاریخ تمدن ملل اسلامی» پاییز و زمستان ۱۳۸۴ - شماره ۵ و ۶